# ロールス・ロイス AE 2100

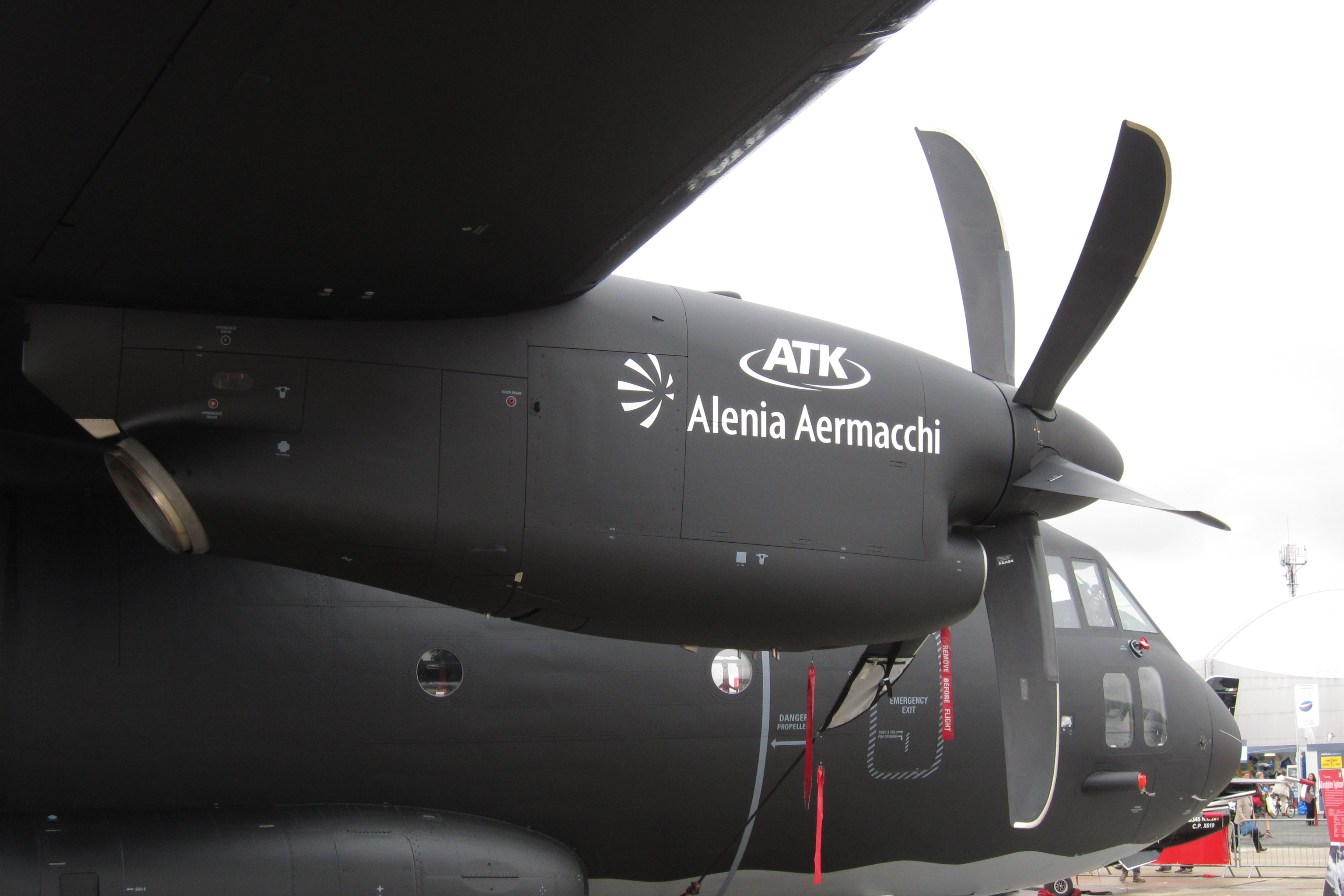
C-27Jに搭載される AE2100D2A

ロールス・ロイス AE 2100は、アリソン・エンジン（現ロールス・ロイス・ノースアメリカの一部門）によって開発されたターボプロップエンジンである。
派生系としてT406（ロールス・ロイス AE 1107C-リバティー）ターボシャフトエンジンがあり、同様の高圧コアを使用するエンジンとしてロールス・ロイス AE 3007がある。エンジンは2軸式で二重系統のFADECによってエンジンとプロペラが制御される。
民間旅客機用のAE 2100Aと防衛用（主として貨物機）のAE 2100D3の2つの版がある。主たる防衛用のAE 2100D3はオイルラックがあり、全長が長い。AE2100Jは寸法上はD3相当である一方、旅客機並みの補機を装備する。
50席のサーブ 2000旅客機とロッキード C-130J輸送機では、エンジンは4,591軸馬力を発生可能で、6枚羽根のダウティ・ロートル製のプロペラを使用する。
AE2100 シリーズは大きなセールスを記録した先行するT56（501-D）エンジンからの換装を考慮し、レトロフィットとなっている。すなわち、旅客機用T56-14にはAE2100Aが、貨物機用T56-15にはAE2100D3が対応し、それぞれマウント穴などの形状インターフェイスがT56に合わせた設計となっている。新しいエンジンであるにもかかわらず出力が控えめなのは、機体側の強度の制約からFADECで抑えているためである。レトロフィットがもたらす効果は換装が容易というだけに留まらず、整備用のドーリー（台車）や輸送コンテナといった大物機材、さらには運転試験設備が流用・共用可能である。
AE2100Jは水上機への搭載にも対応しており、救難飛行艇US-2に搭載している。

## 搭載機
AE2100A
- サーブ 2000
- IPTN N250（en） - インドネシアのIPTNの試作機のみ。

AE2100D2A
- C-27J スパルタン

AE2100J
- US-2

AE2100D3
- C-130J スーパーハーキュリーズ
- P-3 オライオン（試験機）[2]

## 仕様 (AE 2100)
一般的特性
- 形式: ターボプロップ
- 全長: 108 in (2.7 m)（ギアボックスを含む）
- 直径: ~29 in (0.74 m)
- 乾燥重量: 1,610 lb (730 kg)から1,925 lb (873 kg)

構成要素
- 圧縮機: 14段軸流式（うち前5段が可変静翼）
- タービン: 高圧2段と出力2段

性能
- 出力: 4,637shp（3,458kW）
- 全圧縮比（英語版）: 16.6:1
- 出力重量比: 2.7shp/lbs